# Anhera de Devolui
Anhera de Devolui (en francès Agnières-en-Dévoluy) és un antic municipi francès, que pertany al municipi de Devolui, situat al departament dels Alts Alps i a la regió de Provença – Alps – Costa Blava.
L'1 de gener de 2013 va fusionar-se amb la Clusa, Sant Disdier i Sant Estève de Devolui.

## Demografia
| 1806                                       | 1962 | 1968 | 1975 | 1982 | 1990 | 1999 | 2006 | 2014 |
| ------------------------------------------ | ---- | ---- | ---- | ---- | ---- | ---- | ---- | ---- |
| 505                                        | 238  | 202  | 180  | 180  | 199  | 212  | 259  | 292  |
| Des de 1962: població sense dobles comptes |      |      |      |      |      |      |      |      |

## Administració
| Període               | Identitat          | Partit |
| --------------------- | ------------------ | ------ |
| 2001-2006             | Jean-François Hahn |        |
| 2006-2008             | Jean Patras        |        |
| 2008-desembre de 2012 | Jacqueline Puget   |        |